# Donald Crowhurst

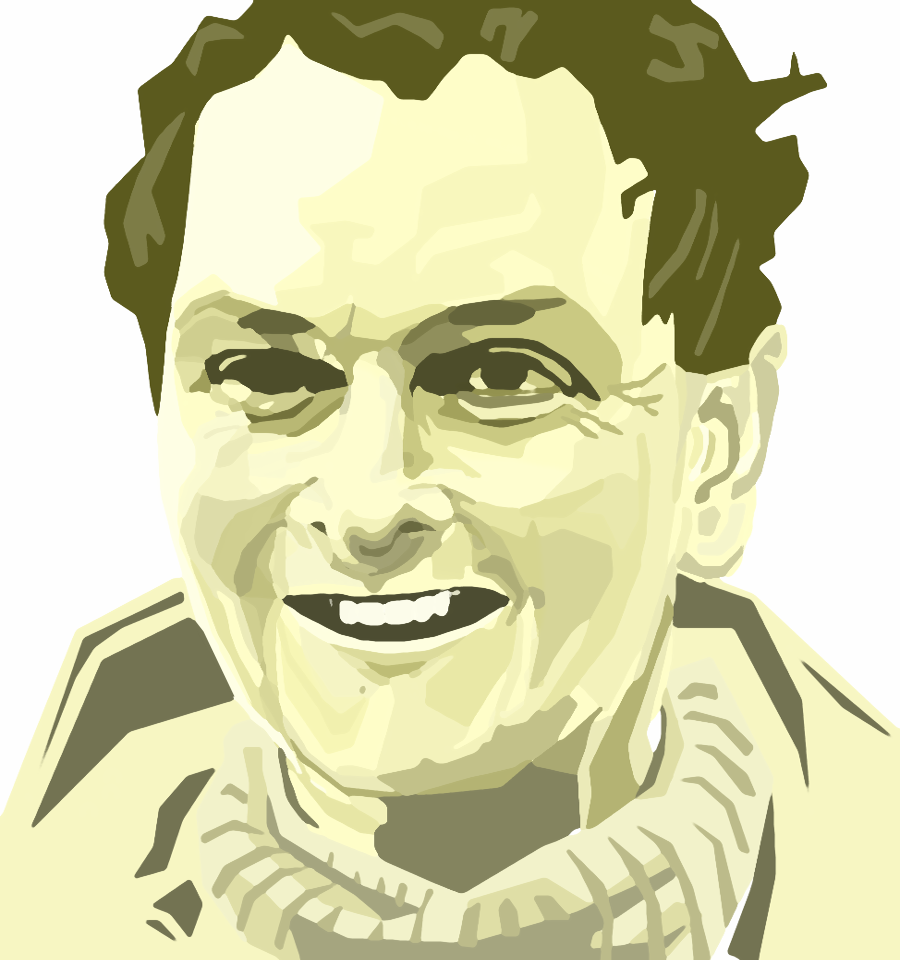

Donald Crowhurst (Ghaziabad, 1932 – Oceano Atlantico, 1º luglio 1969) è stato un imprenditore e navigatore inglese che prese parte alla prima edizione della Golden Globe Race, tenutasi nel 1968.

## Biografia
Commerciante e velista dilettante, decise di partecipare alla Golden Globe Race, regata in solitaria intorno al mondo senza scalo, organizzata sull'onda dell'entusiasmo delle recenti imprese di Francis Chichester. Attirato dall'ammontare del premio in denaro posto in palio dalla rivista The Sunday Times per il vincitore (5000 sterline), Crowhurst ritenne che la somma avrebbe consentito di salvare la sua attività commerciale sull'orlo del fallimento e procurare a sé e alla famiglia mezzi di sostentamento adeguati.
Alla regata presero parte navigatori esperti del calibro di Bernard Moitessier e Robin Knox-Johnston. Salpato da Teignmouth il 31 ottobre 1968, ultima data utile per prendere parte alla gara e con l'imbarcazione non ancora pronta, dopo alcuni incidenti che avevano già ritardato più volte la sua partenza, si trovò ben presto a fronteggiare grosse difficoltà. Dopo aver simulato un guasto tecnico alle apparecchiature di bordo, cosa che gli permetteva di non far rilevare la sua esatta posizione nell'Oceano, iniziò a dare false indicazioni alla giuria, annotando però sul diario di bordo il viaggio reale, durante il quale in realtà non lasciò mai l'Oceano Atlantico e non doppiò nessuno dei capi indicati nel regolamento della gara.
Crowhurst terminò le trasmissioni radio il 29 giugno 1969, 240 giorni dopo la partenza, e scrisse le ultime annotazioni sul diario di bordo il 1º luglio: il suo trimarano, il Teignmouth Electron, fu trovato abbandonato alla deriva al largo delle Bermuda il successivo 10 luglio. L'imbarcazione è stata poi trainata in Giamaica e successivamente abbandonata su una spiaggia dell'isola di Cayman Brac. Il corpo di Crowhurst non fu mai trovato: è verosimile che si sia suicidato, probabilmente buttandosi in mare.

## Filmografia
- Deep Water - La folle regata, documentario del 2006 che raccoglie testimonianze dell'epoca e filmati di repertorio, presi anche dalle pellicole ritrovate sull'imbarcazione, realizzate dallo stesso Donald Crowhurst con una cinepresa messa a disposizione dall'organizzazione.
- Il mistero di Donald C. (The Mercy), film del 2018